# Lallo Gori

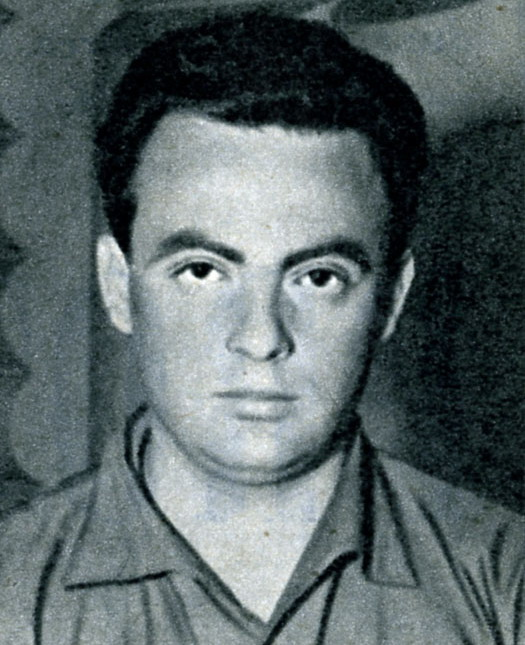
Lallo Gori (1956)

Lallo Gori (eigentlich Coriolano Gori; * 7. März 1927 in Cervia; † 1. Dezember 1982 in Terracina) war ein italienischer Komponist und Musiker.
Gori studierte am Conservatorio Giuseppe Verdi Klavier, Harmonielehre und Komposition. Er begann dann als Musiker beim Orchester der RAI; später wurde er Leiter dessen Büros in Rom. Als Komponist schuf er zunächst einige Liedern, darunter Uomo solo, das er mit Leo Chiosso verfasste. Drei seiner Werke wurden beim Sanremo-Festival aufgeführt. Dann verlegte er sich zunehmend auf die Komposition von Filmmusik. Von Gori stammen die Filmmusiken zu beinahe einhundert Filmen zwischen 1958 und 1979. Häufig arbeitete er mit dem Regisseur Demofilo Fidani zusammen. Daneben stehen etliche Filme von Franco & Ciccio sowie erotische Komödien auf seiner Werkliste.

## Filmografie (Auswahl)
- 1966: Jonny Madoc (Due once di piombo)
- 1966: Django – Sein Gesangbuch war der Colt (Le colt cantarono la morte e fu… tempo di massacro)
- 1967: Jonny Madoc rechnet ab (Pecos è qui: prega e muori)
- 1967: Tödlicher Ritt nach Sacramento (Con lui cavalca la morte)
- 1967: Poker mit Pistolen (Un poker di pistole)
- 1967: Il bello, il brutto, il cretino
- 1967: Buccaroo – Galgenvögel zwitschern nicht (Buckaroo)
- 1968: Die Stunde der Aasgeier (Carogne si nasce)
- 1968: Lucrezia Borgia – Die Tochter des Papstes
- 1968: Auf die Knie, Django (Black Jack)
- 1968: Django – Die Bibel ist kein Kartenspiel (Execution)
- 1969: La última aventura del Zorro
- 1969: Sartana – Im Schatten des Todes (Passa Sartana… è l'ombra della tua morte)
- 1969: Zorros Rache (El Zorro justiciero)
- 1970: Quel maledetto giorno d’inverno
- 1970: Django und Sartana kommen (Arrivano Django e Sartana… è la fine)
- 1970: Tote werfen keine Schatten (Inginocchiati straniero… i cadaveri non fanno ombra!)
- 1971: Adios Companeros (Giu la testa… hombre)
- 1971: Arriva Durango… paga o muori
- 1971: Era Sam Wallash… lo chiamavano “Così Sia”
- 1971: Für einen Sarg voller Dollars (Per una bara piena di dollari)
- 1971: Halleluja pfeift das Lied vom Sterben (Giù le mani… carogna!)
- 1972: Pizza, Pater und Pistolen (Posate le pistole reverendo)
- 1973: Colorado – Zwei Halunken im Goldrausch (Amico mio, frega tu… che frego io!)
- 1973: Zinksärge für die Goldjungen
- 1973: Die amourösen Nächte des Ali Baba (Le amorosi notti di Alì Babà)
- 1973: Fuzzy, halt die Ohren steif! (Tequila!)
- 1974: Herr Oberst haben eine Macke (Il colonnello Buttiglione diventa generale)
- 1978: Agenten kennen keine Tränen (A chi tocca, tocca…!)